# Igor Sadykov
Igor Sadykov (* 23. Juli 1967 in Osch, Kirgisische SSR) ist ein ehemaliger sowjetischer Gewichtheber, der ab 1993 für Deutschland startete.

## Sportlicher Werdegang
Sadykovs erster internationaler Wettkampf war die Weltmeisterschaft 1990 in Budapest. Im 1. Schwergewicht bis 100 kg startete er für die Sowjetunion und erzielte 400,0 kg (177,5 / 222,5 kg) und gewann mit dieser Leistung Silber im Zweikampf hinter Nicu Vlad mit 412,5 kg und vor seinem Landsmann Sergej Kopitow, der ebenfalls 400,0 kg hob aber schwerer war.
Nachdem er 1991 bereits die Europameisterschaft mit 405,0 kg für sich entscheiden konnte, steigerte er sich zur Weltmeisterschaft in Donaueschingen auf 415,0 kg (185,0 / 230,0 kg) und gewann somit mit einem Vorsprung von 30 kg auf den Zweitplatzierten alle drei Goldmedaillen.
1992 bestritt Sadykov keinen Wettkampf, womit die Weltmeisterschaft 1993 in Melbourne seine nächste Station darstellte. Hier startete er erstmals für Deutschland. In der neuen Klasse bis 99 kg hob er 392,5 kg (177,5 kg / 215,0 kg) und erhielt somit Bronze hinter den Russen Tregubow und Syrzow mit jeweils 407,5 kg.
Seine ersten und einzigen Olympischen Spiele bestritt Sadykov 1996 in Atlanta, wo er mit 385,0 kg (177,5 kg / 207,5 kg) den 7. Platz belegte. Sieger wurde Akakios Kachiasvilis mit 420,0 kg.
Die Europameisterschaften 1997 in Rijeka stellten seinen letzten internationalen Wettkampf dar. In der Klasse bis 99 kg konnte er sich mit 177,5 kg im Reißen zwar Gold sichern, erreichte aber lediglich den 4. Platz mit 377,5 kg im Zweikampf, nachdem er im Stoßen nur seinen Anfangsversuch von 200,0 kg einbringen konnte und zweimal an 207,5 kg scheiterte.

## Persönliche Bestleistungen
- Reißen: 185,0 kg in der Klasse bis 100 kg bei der Weltmeisterschaft 1991 in Donaueschingen
- Stoßen: 230,0 kg in der Klasse bis 100 kg bei der Weltmeisterschaft 1991 in Donaueschingen
- Zweikampf: 415,0 kg in der Klasse bis 100 kg bei der Weltmeisterschaft 1991 in Donaueschingen